# Laterale approssimante palatale sorda
La Laterale approssimante palatale sorda (AFI: [ʎ̥]) è un suono consonantico che ricorre in alcune lingue parlate, il suo simbolo nell'alfabeto fonetico internazionale è /ʎ̥/.

## Caratteristiche
- il suo modo di articolazione è laterale, perché questo fono è dovuto all'occlusione della parte centrale del canale orale (la bocca), che costringe l'aria a passare dai lati;
- il suo luogo di articolazione è palatale, perché nel pronunciare tale suono la punta della lingua tocca il palato;
- è una consonante sorda, in quanto questo suono è prodotto solo dal sibilare dell'aria e non dalle corde vocali.

## Occurrenza
Il suono è presente nelle lingua faroense, in alcuni dialetti e sottodialetti norvegese, e nella lingua Shixing.